# Euphorbia innocua
Euphorbia innocua — вид рослин із родини молочайних (Euphorbiaceae), ендемік Техасу.

## Опис
Це багаторічна трава заввишки 15–25 см. Кореневище від помірно до сильно потовщене. Стебла від розпростертих до лежачих чи висхідних, розгалужені (часто біля основи), 7–45 см, густо волосисті. Листки чергуються; прилистки до 0.1 мм; ніжка листка (0.7)1.1–3.5 мм; листові пластини від яйцюватих до округлих, 4.6–17(25) × 4.5–15(19) мм, основа серцеподібна, краї цілі, вершина закруглена до тупої, поверхні щільно волосисті; жилкування неясне, зазвичай помітна лише серединна жилка. Квітки жовто-зелені. Період цвітіння і плодоношення: рання зима — пізня весна. Коробочка стиснено-яйцювата, 2–2.5 × 2.7–3.3 мм, волосиста. Насіння від сірого до коричневого, яйцеподібне, 1.5–1.7 × 1.2–1.3 мм, зморшкувате з білуватими гребенями.

## Поширення
Ендемік Техасу. Населяє піщані ґрунти або дюни, луки, пасовища; на висотах 0–20 метрів.